# Ève Lavallière
Pour les articles homonymes, voir Lavallière (homonymie) et Fenoglio.
Eugénie Marie Pascaline Fénoglio, de son nom de scène Ève Lavallière, est une comédienne puis religieuse franciscaine française, née le 1er avril 1866 à Toulon (Var), morte le 10 juillet 1929 à Thuillières (Vosges).

## Biographie
Eugénie Marie Pascaline Fénoglio est née le 1er avril 1866 au 8 rue du Champ-de-Mars à Toulon. Elle était la fille de Louis-Émile Fénoglio, tailleur d'origine napolitaine, et d'Albanie-Marie Audenet, née à Perpignan. À sa naissance, ses parents avaient déjà un garçon. Sa venue n'étant pas désirée, elle a été placée, jusqu'à l'âge de sa scolarité, chez des paysans, de braves gens mais assez frustes. À l'âge scolaire, elle a été inscrite par ses parents dans une école privée de bonne notoriété, le lycée privé Notre-Dame de Bon Secours. Mais le 16 mars 1884, Eugénie assiste à une dispute de ses parents, et son père tue sa mère de deux coups de revolver avant de se donner la mort à son tour.
Orpheline, à peine âgée de 18 ans quand l'âge de la majorité légale était 21 ans, la jeune fille part vivre à Toulon puis à Nice, avant de faire ses débuts sur les scènes du Music-hall et du Théâtre dans une troupe ambulante sous le nom de Éveline Lavalette. Rêvant de Paris, elle s'y retrouve en 1889 et se fait remarquer à des cours de danse.
En 1891, on la présente à Eugène Bertrand, le directeur du théâtre des Variétés, qui l'embauche dès ses premiers essais. Elle commence par tenir un rôle de figuration dans La Belle Hélène de Jacques Offenbach, mais Mlle Crouzet qui tenait le rôle d'Oreste meurt subitement et c'est Ève qui reprend le rôle. Elle n'a alors que 25 ans. La voix d'Ève Lavallière est d'une gamme très étendue, ce qui va en faire une comédienne de théâtre renommée à la Belle Époque (entre 1891 et 1917). Plusieurs grandes réalisations voient sa participation à l'époque dont Le Sire de Vergy au côté d'Albert Brasseur (1903). Sa renommée est semblable à celle de son aînée Sarah Bernhardt.
Dans le même temps, elle partage la vie du directeur du Théâtre des Variétés, Adolphe Amédée Louveau dit Samuel le Magnifique et qui se fait appeler Fernand Samuel, de 1892 à 1914, dont elle se sépare dès 1897. Elle a avec Louveau une enfant, Jeanne (1895-1980). Fernand Samuel achète le château de Saint-Baslemont, situé à 8 km de Vittel, ville thermale renommée où le couple vient régulièrement. À la mort de Louveau en 1914, le château passe par héritage à leur fils unique qui, travesti, se fait appeler Jean Lavallière (dans le village on l'appelle Jean-Jean). Ne s'entendant pas avec cet enfant, elle vit à l'écart dans le village voisin de Thuillières.
En 1917, en pleine Première Guerre mondiale, à la suite de la dernière représentation de Carmenitta au théâtre Michel à Paris, Ève Lavallière tombe malade et ne paraîtra plus jamais sur scène. A 51 ans, elle cherche du repos en Touraine et loue le château de La Porcherie, ou domaine de Choisille à Chanceaux-sur-Choisille (plus tard occupé par le cirque Pinder). Sa rencontre avec l'abbé Chasteignier de Chanceaux va aboutir à sa conversion au catholicisme le 19 juin 1917. En août 1917, elle quitte le château de La Porcherie pour se rendre là où réside sa fille, le château de Saint-Baslemont. Elle achète à Thuillières une modeste maison baptisée Béthanie. Elle continue à correspondre avec l'abbé Chasteignier qu'elle considère comme son parrain en religion. 
En  1919, elle se rend à Pau, Guéthary, Marseille, Nice, Paris, Sanary et le couvent dominicain de la Sainte Baume en Provence. Elle souhaite entrer dans les ordres et finir sa vie au couvent mais n'étant reçue dans aucune congrégation, elle entre dans le Tiers-Ordre franciscain. Elle peut ainsi revêtir la robe de bure, mais continuer sa vie laïque.  Elle devient Sœur Ève-Marie du Cœur de Jésus le 19 septembre 1920. Elle entreprend ensuite de 1921 jusqu'au milieu de 1923 plusieurs voyages en Tunisie où elle distribue sa fortune estimée à 1 million de francs or, souhaitant vivre dans la pauvreté.
À partir de l'été 1924, elle revient définitivement vivre en France à Thuillières. Elle termine sa vie dans le dénuement à la suite de la dépossession de ses biens par son propre fils, drogué, mais aussi par les nombreux dons qu'elle faits aux œuvres caritatives notamment en Tunisie. Elle décède le 11 juillet 1929 à l'âge de 63 ans et est inhumée très simplement au pied du mur de l'église du village.

## Théâtre

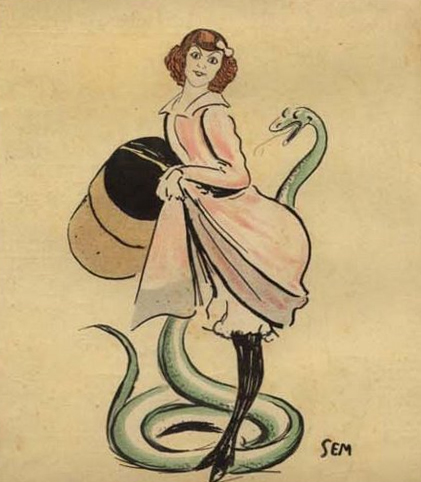
Caricature de Sem (1902).

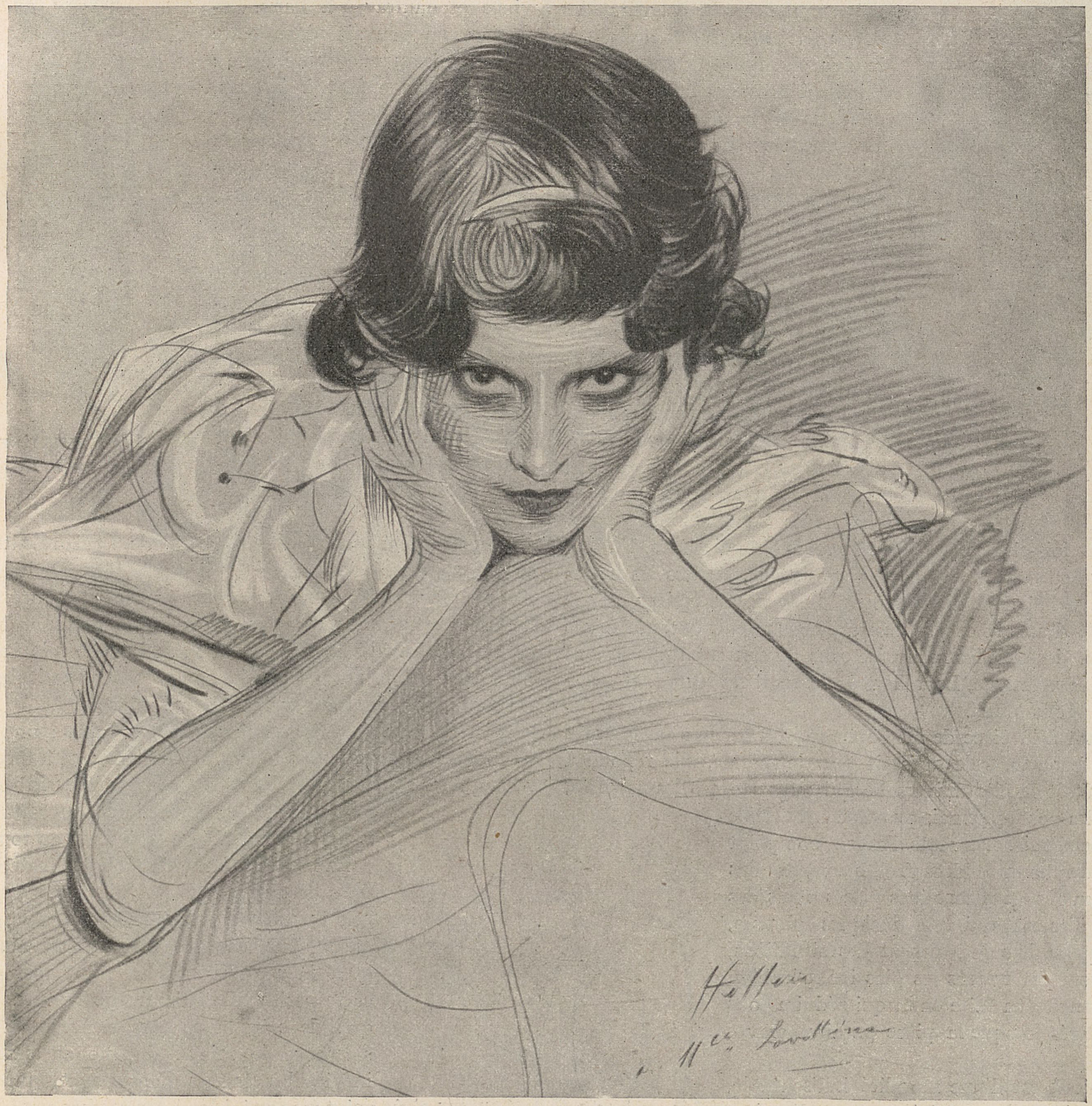
Ève Lavallière par Paul-César Helleu, (1908).

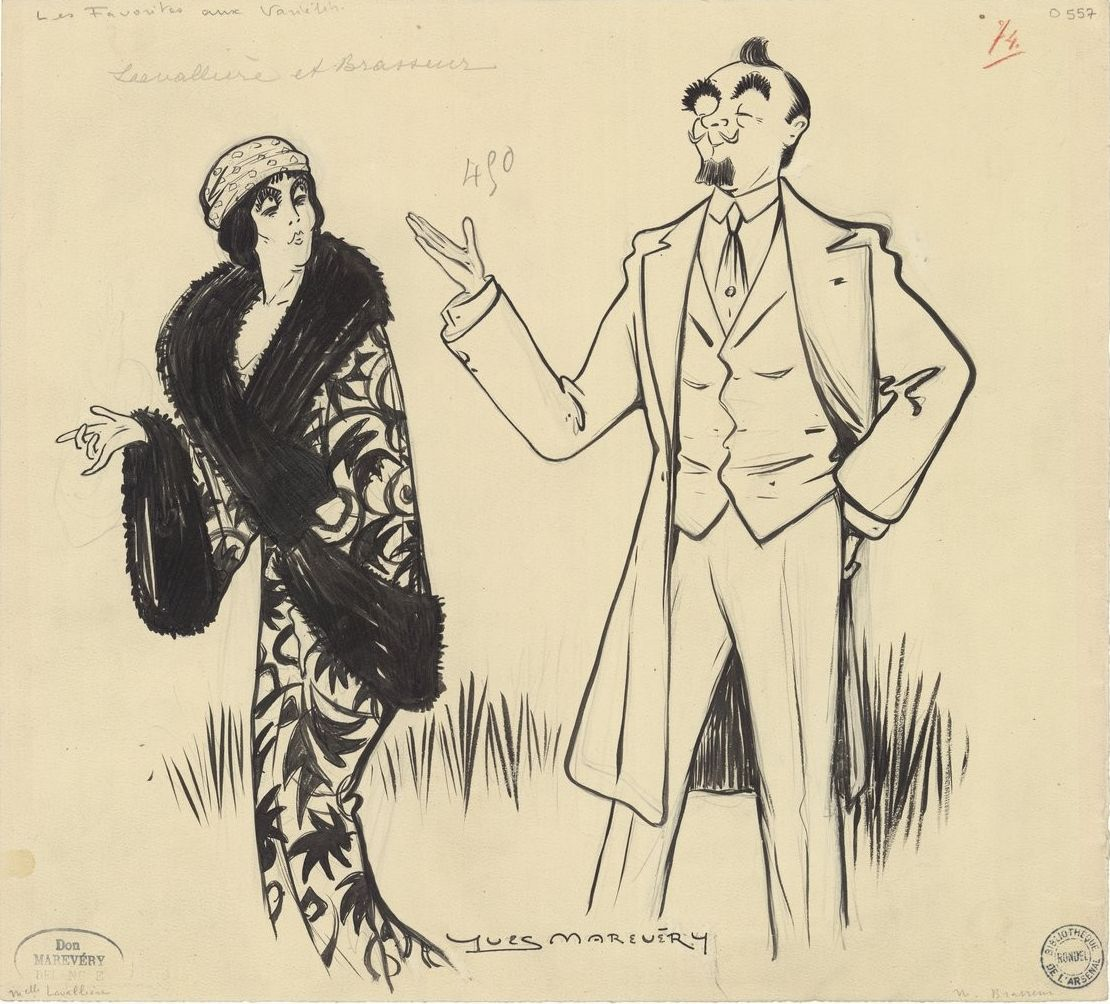
Eve Lavallière et Albert Brasseur dans Les favorites d'Alfred Capus, dessin de Yves Marevéry, 1911.

- 1892 : La Vie parisienne de Jacques Offenbach, Henri Meilhac, Ludovic Halévy, Théâtre des Variétés,
- 1896 : Le Carillon d'Ernest Blum et Paul Ferrier, Théâtre des Variétés
- 1897 : Paris qui Marche, revue d'Hector Monréal et Henri Blondeau, Théâtre des Variétés
- 1898 : Les Petites Barnett de Paul Gavault et Louis Varney, Théâtre des Variétés
- 1899 : La Belle Hélène de Jacques Offenbach, livret Henri Meilhac et Ludovic Halévy, Théâtre des Variétés
- 1900 : Mademoiselle George de Victor de Cottens et Pierre Veber, musique Louis Vernet, Théâtre des Variétés
- 1901 : La Veine d'Alfred Capus, Théâtre des Variétés
- 1902 : Les Deux Écoles d'Alfred Capus, Théâtre des Variétés
- 1902 : Orphée aux Enfers, opéra bouffe en deux actes et quatre tableaux d’Hector Crémieux et Ludovic Halévy, sur une musique de Jacques Offenbach, Théâtre des Variétés
- 1903 : Le Sire de Vergy de Gaston Arman de Caillavet, Théâtre des Variétés
- 1903 : Paris aux Variétés, revue de Paul Gavault, Théâtre des Variétés
- 1903 : Le Beau Jeune Homme, comédie en cinq actes, d'Alfred Capus, Théâtre des Variétés
- 1904 : La Boule de Henri Meilhac et Ludovic Halévy, Théâtre des Variétés
- 1904 : Monsieur de la Palisse de Robert de Flers et Gaston Arman de Caillavet, musique Claude Terrasse, Théâtre des Variétés
- 1904 : Barbe Bleue de Jacques Offenbach, livret Henri Meilhac et Ludovic Halévy, Théâtre des Variétés
- 1905 : L'Âge d'Or de Georges Feydeau et Maurice Desvallières, Théâtre des Variétés
- 1905 : Miss Helyett, opérette en 3 actes, texte de Maxime Boucheron, musique d'Edmond Audran, Théâtre des Variétés
- 1905 : La Petite Bohême, opérette en 3 actes, texte de Paul Ferrier d'après Henry Murger, musique d'Henri Hirschmann, Théâtre des Variétés
- 1906 : Miquette et sa mère de Robert de Flers et Gaston Arman de Caillavet, Théâtre des Variétés
- 1907 : Le Faux-pas d'André Picard, Théâtre des Variétés
- 1908 : Le Roi de Robert de Flers, Gaston Arman de Caillavet, Emmanuel Arène, Théâtre des Variétés
- 1908 : L'Oiseau blessé d'Alfred Capus, Théâtre de la Renaissance
- 1909 : Un ange d'Alfred Capus, Théâtre des Variétés
- 1910 : Le Bois sacré de Robert de Flers et Gaston Arman de Caillavet, Théâtre des Variétés
- 1911 : Les Favorites d'Alfred Capus, Théâtre des Variétés
- 1912 : Les Petits de Lucien Népoty, Théâtre Antoine
- 1912 : L'Habit vert de Robert de Flers et Gaston Arman de Caillavet, Théâtre des Variétés
- 1913 : La Dame de chez Maxim de Georges Feydeau, Théâtre des Variétés
- 1913 : Le Tango, pièce de Jean Richepin, Théâtre de l'Athénée
- 1914 : Ma tante d'Honfleur de Paul Gavault, Théâtre des Variétés

## Hommages
- Il existe une rue  Ève Lavallière à Chanceaux-sur-Choisille et à Thuillières et un boulevard à Toulon.
- Au château de Thuillières, une salle est réservée au souvenir d'Ève Lavallière. On y retrace avec des photos et des objets du quotidien sa vie et sa conversion.